# Guillaume Calmon
Pour les articles homonymes, voir Calmon.
Pour les autres membres de la famille, voir Famille Calmon.
Guillaume Calmon est un homme politique français né en 1737 à Carlucet (Lot) et décédé le 12 septembre 1801 au même lieu.

## Biographie
Avocat, administrateur du département, il est député du Lot de 1791 à 1792. Il devient président du tribunal civil de Gourdon en 1800.
Il est le père du député du Lot Jean-Louis Calmon.